# Rachel Eckroth

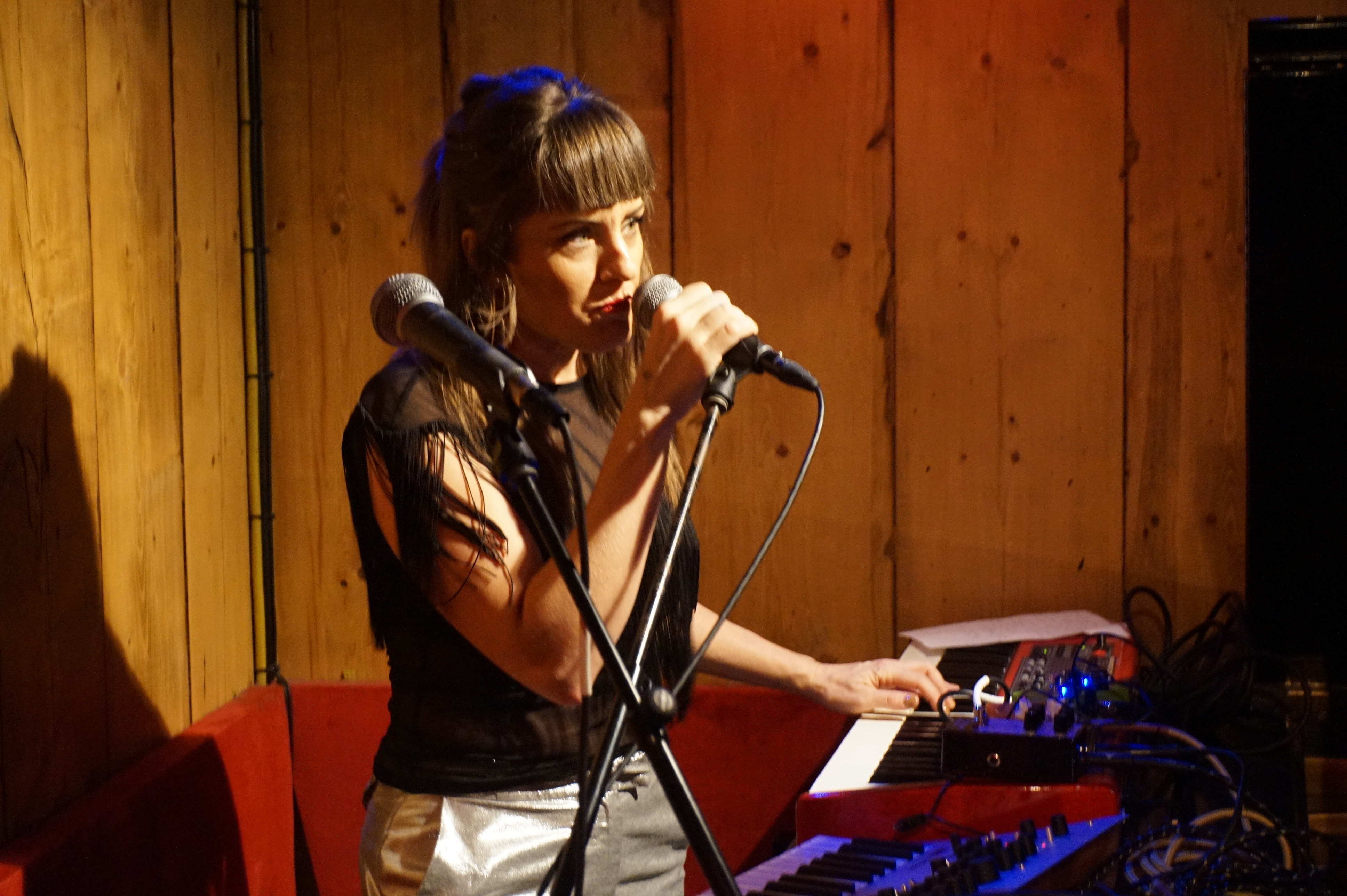
Rachel Eckroth (2018)

Rachel Eckroth (* 25. August 1976 in Mandan, North Dakota) ist eine amerikanische Singer-Songwriterin und Keyboarderin, die schon mehrere Alben veröffentlicht hat; ihr Album The Garden wurde grammynominiert.

## Leben und Wirken
Eckroth wuchs in Phoenix in einer musikalischen Familie auf; mit sechs Jahren erhielt sie ersten Klavierunterricht. Mit 15 Jahren beschäftigte sie sich eingehend mit Jazz, als sie in der Jazzband der Thunderbird High School spielte. Sie begann zudem, in der Jazzszene von Phoenix Fuß zu fassen, als sie in der Band von Dennis Rowland mitspielte. Anschließend studierte sie Jazzpiano an der University of Nevada, Las Vegas und schloss mit dem Bachelor ab. 2001 zog Eckroth nach New York City und absolvierte an der Rutgers University bei Stanley Cowell ihren Master.
2005 veröffentlichte Eckroth ihr Debütalbum Mind mit dem Bassisten Kevin Thomas und dem Schlagzeuger Chris Benham. 2009 veröffentlichte sie zusammen mit dem Saxophonisten Arun Luthra das Album Louder Than Words. 2014 folgte ihr Album Let Go, mit dem sie sich der Singer-Songwriter-Musik zuwandte. Im selben Jahr erschien ihre EP Makeover Volume 1.
Zwischen 2014 und 2016 war Eckroth Keyboarderin der Hausband der Fernsehshow von Meredith Vieira, bevor sie 2016 zur Begleitband der Singer-Songwriterin KT Tunstall wechselte. 2017 begleitete sie Chris Botti. Im selben Jahr gründete Eckroth eine Fusion-Jazz-Gruppe namens Antelog.
2018 veröffentlichte Eckroth ihr neues Album When It Falls. 2021 brachte sie zusammen mit ihrem Ehemann, dem Bassisten Tim Lefebvre, ein Duo-Album namens The Blackbird Sessions Vol. 1 heraus. Außerdem veröffentlichte sie die Single „Moot Points“ mit Alassane sowie eine gleichnamige EP mit vier eigenen Songs. Ebenfalls 2021 wurde ihr Album The Garden bei Rainy Days Records veröffentlicht, das vorwiegend Eigenkompositionen enthält und 2022 für den Grammy in der Kategorie „Best Contemporary Instrumental Album“ nominiert wurde. Zur Band gehörten neben Lefebvre und Schlagzeuger Christian Euman die Saxophonisten Donny McCaslin und Andrew Krasilnikov, der Synthesizerspieler Austin White und der Gitarrist Nir Felder. Sie ist derzeit die Keyboarderin von Sängerin St. Vincent und von Rufus Wainwright. 2025 legte sie mit John Hadfield das Album Speaking In Tongues vor.